# Džeda
Džeda (Džida, Jeddah, Jiddah, arapski: جدّة) je drugi po veličini grad (iza Rijada) i najveća luka Saudijske Arabije. Nalazi se nedaleko od glavnog islamskog svetog mjesta Meke i prvenstveno služi kao luka za potrebe Meke, te se razvila kao luka za prihvat hodočasnika. U gradu je sjedište Organizacije islamske konferencije.

## Povijest
U predislamskom razdoblju je na prostoru grada bilo ribarsko naselje. Najstariji arheološki nalazi datiraju u doba oko 500. pr. Kr. Luku Džedu je 687. godine utemeljio kalif Uthman ibn Affan kao glavnu luku na putovima iz Meke za Indijski ocean, ali i za potrebe hodočasnika u Meku. Tijekom 11. i 12. st. gradom su vladali kalifi iz Egipta (Fatimidi i Ajubidi) koji su razvijali trgovačke veze Arapa s Azijom. Od 13. st. gradom vladaju Mameluci. Krajem 15. i početkom 16. st. se gradi utvrđenje s ciljem obrane od eventualnog napada Portugalaca koji su osnivali trgovačka uporišta uz obalu Afrike i često napadali Arape. 1517. je nakon turskog osvajanja mamelučkog Egipta grad postao dio Osmanskog Carstva. Osmanlije su grad dodatno utvrdili i sagradili zidine sa 6 vrata.
1802. su Arapi preuzeli kontrolu nad Mekom i Džidom (Prva saudijska država), ali su egipatske snage pod upravom Osmanlija nakon bitke kod Džede 1813. vratile grad. Nakon 1. svj. rata se raspalo Osmansko Carstvo, a na prostoru Meke i Džede je osnovano arapsko Kraljevstvo Hedžas. 1925. se kod Džede vodila bitka između Kraljevstva Hedžas i Kraljevstva Nedžd kojim vlada dinastija al-Saud. Nakon bitke je Nedžd okupirao Hedžas i stvorena je jedinstvena Saudijska Arabija. Tijekom 20. st. grad se brzo širi i dolazi mnogo doseljenika.
God. 2011. Džedu je zadesila katastrofalna poplava.

## Zemljopis
Džeda se nalazi na zapadu Saudijske Arabije, na istočnoj obali Crvenog mora. Istočno od grada je planina Al-Sarawat. Na morskoj obali postoji duboko uvučen zaljev i nekoliko manjih otočića.
Klima je pustinjska s vrlo malo padalina koje padnu uglavnom zimi. Temperature su visoke tokom cijele godine. Zimi su česte pješčane oluje.

## Gospodarstvo
Osim lučkih djelatnosti, u Džedi se danas razvija trgovački i financijski sektor. Zbog svog položaja u središnjem dijelu Crvenog mora i dobrih prometnih veza, Džeda postaje jedan od najvažnijih gospodarskih središta Bliskog istoka. Danas se u gradu otvaraju brojni trgovački centri.

## Znamenitosti
Džeda ima brojne džamije i ostale građevine tradicionalne arapske arhitekture. Većina ih je smještena u povijesnom starom gradu Al-Baladu. Upravo je dvojna uloga grada kao trgovačke luke i postaje za hodočasnike dovela do njegova razvoja kao multikulturnog središta raskošne i originalne arhitekture. Originalne građevine su i stambeni tornjevi koje je gradila trgovačka elita 19. stoljeća, a na kojima je spojena tradicijska koraljna gradnja s obala Crvenog mora s utjecajima i zanatima koji su pridošli s trgovačkih putova. Zbog toga je povijesno središte Džede 2014. god. upisano na UNESCO-ov popis mjesta svjetske baštine u Aziji i Oceaniji 2014. god.
Džeda ima i brojne moderne znamenitosti. Najznačajnija je fontana kralja Fahda. To je službeno fontana s najvišim mlazom vode na svijetu koji doseže 312 m visine. Toranj Nacionalne komercijalne banke je najviša zgrada u Saudijskoj Arabiji. U ulici Tahlia postoje brojne trgovine sa značajnim svjetskim trgovačkim markama. 40 km od grada je izgrađeno turističko naselje Durrat Al-Arus.

## Gradovi prijatelji
| - Adana, Turska - Aleksandrija, Egipat - Almaty, Kazahstan - Amman, Jordan - Baku, Azerbajdžan - Casablanca, Maroko - Dubai, Ujedinjeni Arapski Emirati - Istanbul, Turska - Jakarta, Indonezija - Johor Bahru, Malezija - Kairo, Egipat - Karachi, Pakistan - Kazan, Rusija | - Kuching, Malezija - Mary, Turkmenistan - Odesa, Ukrajina - Oran, Alžir - Oš, Kirgistan - Plovdiv, Bugarska - Shimonoseki, Japan - Sankt Peterburg, Rusija - Strasbourg, Francuska - Stuttgart, Njemačka - Taipei, Tajvan - Tunis (grad), Tunis - Xi'an, Kina |

## Galerija
- Džeda 1938. god.
- Fontana kralja Fahda, najviši mlaz na svijetu (312 m)
- Satelitski snimak Džede
- Tradicijska kuća Nasif